# Choca-do-acre
O antshrike Acre (Thamnophilus divisorius) é uma ave da subespécie da família do Thamnophilidae.
Foi descoberta em 1996 no estado do Acre, no Brasil, e descrita como uma espécie nova no ano de 2004.
Pode ser encontrada nas frorestas tropicais. Sua Distribuição natural está localizada no Parque Nacional Serra do Divisor, no Brasil, e no Parque Nacional Sierra del Divisor, no Peru, mas algumas pesquisas sobre a espécie acredita-se que seja também originária do país. Devido à sua população aparentemente estável, a União Internacional para a Conservação da Natureza a listou como uma espécie de menor preocupação, apesar de seu alcance relativamente baixo.